# Tomas Riad
Tomas Staffan Riad (Uppsala, 15 novembre 1959) è un linguista e violinista svedese, specializzato in fonologia e prosodia.
È professore di lingue scandinave presso l'Università di Stoccolma. 
È stato eletto membro dell'Accademia svedese il 29 settembre 2011 e ammesso il 20 dicembre 2011. E' succeduto nel Seggio numero 6 alla scrittrice Birgitta Trotzig.

## Opere
Ha pubblicato le seguenti opere
- Squibs, remarks and replies (1988); coautori: Elly van Gelderen e Arild Hestvik
- Reflexivity and predication (1988)
- Structures in Germanic Prosody. A diachronic study with special reference to the Nordic languages (1992)
- Birgitta Trotzig - Svenska Akademien Inträdestal (2011)
- The Phonology of Swedish (2014)